# Батеке (плато)
Батеке (фр. Batéké Plateau) — плато на границе Республики Конго и Габона. Его средние высоты лежат в пределах от 550 до 830 метров. Высшая точка — гора Лекети (1042 м). Горы богаты марганцем. Плато Батеке образовано песчаниками и является зоной древней вулканической активности. Это самый жаркий и засушливый регион Габона.
На плато берут начало несколько рек, включая Ниари, Огове, Мпаса, Нджуму и Лекаби. Здесь расположен национальный парк Плато Батеке. Из растительности здесь преобладают высокотравные саванны.